# نسيم سعيدي
نسيم سعيدي ، ولد في 9 ديسمبر 1994 هو دراج جزائري يركب لفريق المراكب للدراجات.

## الانجازات
- الميدالية الفضية في الألعاب الأفريقية 2015
- الميدالية البرونزية البطولة الأفريقية للدراجات 2016

## روابط خارجية
- نسيم سعيدي على موقع الاتحاد الدولي للدراجات (الإنجليزية)
- نسيم سعيدي على موقع أرشيف الدراجات (الإنجليزية)
- نسيم سعيدي على موقع إحصائيات الدراجات الإحترافية (الإنجليزية)